# Денисенко Даніїл Юрійович
Даніїл Юрійович Денисенко (нар. 15 серпня 2006, Київ, Україна) — український футболіст, атакувальний півзахисник ковалівського «Колоса».

## Клубна кар'єра
Народився в Києві. У ДЮФЛУ з 2019 по 2022 рік виступав за столичні колективи «Арсенал» та ФА «Арсенал», а також ковалівський «Колос». У сезоні 2022/23 років виступав за ковалівців в юніорському чемпіонаті України. Вперше до заявки головної команди «Колоса» потрапив 25 травня 2024 року на переможний (1:0) виїзний поєдинок 30-го туру Прем'єр-ліги України проти луганської «Зорі», але усі 90 хвилин просидів на лаві запасних. У дорослому футболі дебютував 1 грудня 2024 року в нічийному (1:1) домашньому поєдинку 15-го туру Прем'єр-ліги України проти київського «Динамо». Даніїл вийшов на поле на 70-й хвилині замість Артема Гусола.

## Кар'єра в збірній
У футболці юнацької збірної України (U-18) дебютував 6 вересня 2023 року в програному (2:3) виїзному товариському поєдинку проти юнацької збірної США (U-17). Денисенко вийшов на поле на 72-й хвилині замість Геннадія Синчука. Окрім цього, у вересні 2023 року ще двічі потрапляв до заявки збірної натовариські матчі, але в жодному з них на поле не виходив.